# Giovanni Geymet
Giovanni Battista Enrico Geymet (* 24. November 1831 in Turin; † 24. Mai 1900 in Pianezza, Provinz Turin) war ein italienischer  Generalleutnant und Politiker im Königreich Italien. Zwischen 1877 und 1890 gehörte er der Abgeordnetenkammer an, bevor er anschließend zum Senator des Königreiches ernannt wurde.

## Leben
Giovanni Battista Enrico Geymet, Sohn von Bartolomeo Geymet und Giuseppa Giannini, begann nach dem Schulbesuch am 18. Oktober 1847  eine Offiziersausbildung an der Militärakademie  in Turin. Er wurde am 5. August 1853 als Unterleutnant der Genietruppe in die Armee des Königreichs Sardinien-Piemont (Regia Armata Sarda) übernommen und am 8. August 1857 zum Leutnant befördert. Er nahm am Zweiten Italienischen Unabhängigkeitskrieg (17. April bis 12. Juli 1859) teil und wurde am 6. November 1859 zum Hauptmann befördert. Danach nahm er zwischen 1860 und 1861 am Feldzug in Mittelitalien teil und erhielt am 3. Oktober 1860 das Ritterkreuz des Militärordens von Savoyen. Nach der darauf folgenden Gründung des Königreichs Italien am 17. März 1861 wurde er in das königlichen Heer übernommen und am 2. November 1862 zum Major befördert. Er nahm am Dritten Italienischen Unabhängigkeitskrieg (20. Juni bis 12. August 1866) teil und erhielt in der Folgezeit zudem am 6. Januar 1867 das Ritterkreuz des Ordens der hl. Mauritius und Lazarus sowie am 1. Mai 1868 das Ritterkreuz des Ordens der Krone von Italien. Am 11. Dezember 1873 erfolgte seine Beförderung zum Oberstleutnant.
Am 7. Januar 1877 wurde Geymet für die linke Mitte (Centro-Sinistra) für den Wahlkreis Bricherasio erstmals in die Abgeordnetenkammer gewählt. Aufgrund seiner Beförderung zum Oberst am 15. Juli 1877 musste er zwischenzeitlich sein Abgeordnetenmandat niederlegen, wurde aber bei der Nachwahl am 19. August 1877 wiedergewählt. Am 12. September 1877 erhielt er das Offizierskreuz des Ordens der Krone von Italien. Bei der Parlamentswahl 1880 und 1882 konnte er sein Mandat verteidigen. Zuletzt im Wahlkreis Pinerolo (Turin IV). Am 27. Juni 1884 wurde Geymet zum Generaldirektor der Genietruppe (Direttore generale del genio militare) ernannt und wenige Tage darauf zum Generalmajor befördert. Er musste nach dieser Beförderung wieder formell das Abgeordnetenmandat niederlegen, wurde allerdings am 3. August 1884 wiedergewählt. In der Folgezeit wurde er am 31. Dezember 1884 Kommandeur des Ordens der Krone von Italien und bekam zudem am 15. Januar 1885 das Offizierskreuz des Ritterordens der hl. Mauritius und Lazarus verliehen. Des Weiteren wurde er am 3. Februar 1887 Großoffizier des Ordens der Krone von Italien. 
Am 10. Oktober 1890 wurde Giovanni Geymet Senator des Königreiches ernannt, dem er in der 17. Legislaturperiode bis zum 27. September 1892 angehörte. Er wurde am 5. Mai 1892 auch Kommandeur des Ritterordens der hl. Mauritius und Lazarus und am 4. Juli 1892 als Generalleutnant in die Reserve (Tenente generale nella riserva) versetzt.